# Dirk Schäfer (Boxer)

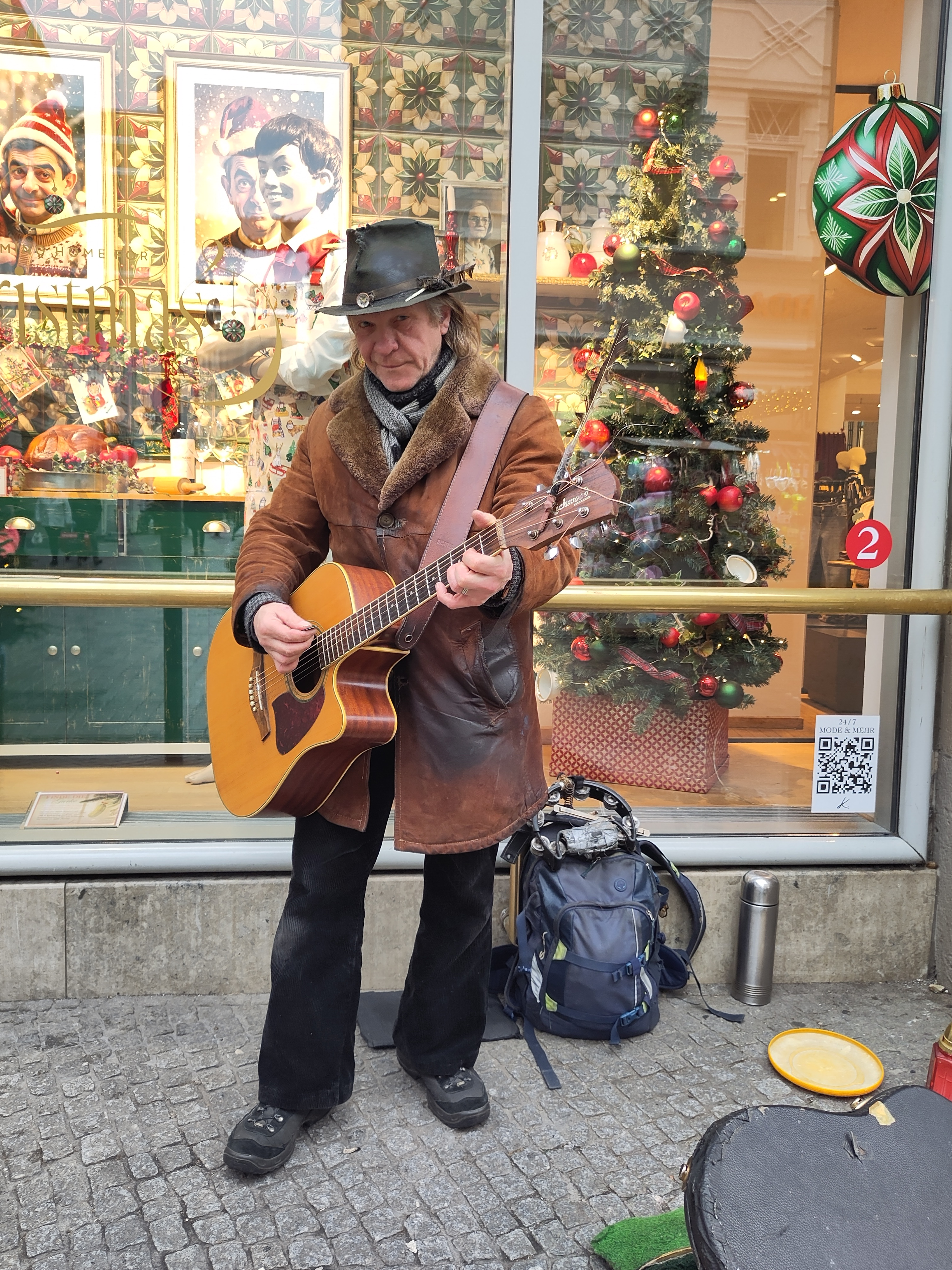
Dirk Schäfer an seinem Stammplatz vor dem Kaufhaus Kressmann in Schwerin (Dezember 2024)

Dirk Schäfer (* 4. September 1961 in Halberstadt) ist ein ehemaliger deutscher Boxer des SC Traktor Schwerin und zweimaliger DDR-Meister (1980 und 1981). Seine sportliche Laufbahn wurde durch Maßnahmen  des Ministeriums für Staatssicherheit (MfS) der DDR (sogenannte geheimpolizeiliche Zersetzung) beendet. Er ist seit 1985 Straßenmusiker in Schwerin und eines der bekanntesten Gesichter der Stadt.

## Boxkarriere
Dirk Schäfer besuchte als Schüler die Kinder- und Jugendsportschule der DDR in Schwerin, begann bei seinem Vater Dieter Schäfer in der TSG Ludwigslust mit dem Boxsport und kam 1969 zum führenden DDR-Club SC Traktor Schwerin, wo er im Alter von zehn Jahren seine ersten Kämpfe bestritt. Sein Trainer war Fritz Sdunek. Schäfer wurde im Halbfliegengewicht 1974 DDR-Schülermeister und 1975 Gewinner der Kinder- und Jugendspartakiade, zudem gewann er später auch Länderkämpfe und internationale Turniere. 1979 wurde er DDR-Juniorenmeister im Fliegengewicht und startete bei der Junioren-Europameisterschaft 1980 in Rimini, wo er nach einer Niederlage gegen János Váradi im Halbfinale eine Bronzemedaille im Fliegengewicht gewann.
Bei den Erwachsenen wurde er 1980 und 1981 jeweils DDR-Meister im Bantamgewicht und schlug dabei in den Finalkämpfen Frank Kegebein und Klaus-Dieter Kirchstein. Zudem war er 1981 Gewinner des prestigeträchtigen Chemiepokal, wobei er im Finale Frank Rauschning bezwungen hatte. Aufgrund seiner Erfolge gehörte er auch zum Kaderkreis für die Olympischen Spiele 1980 in Moskau.

## Ministerium für Staatssicherheit

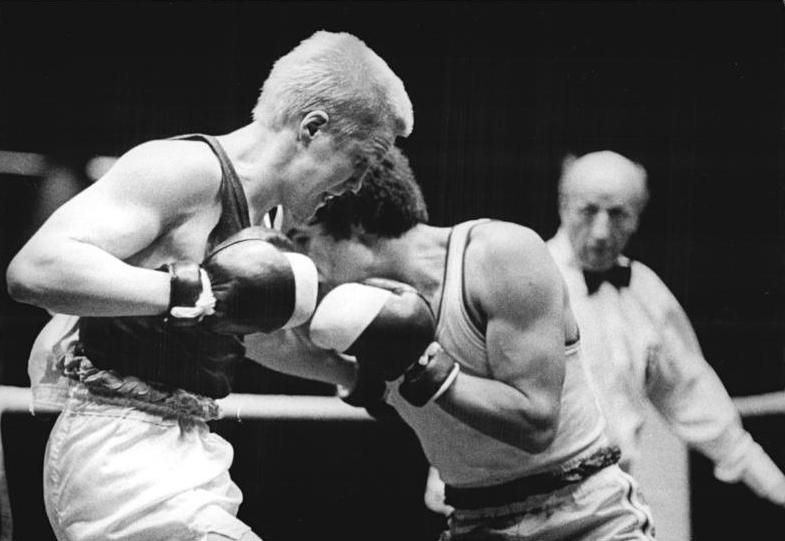
DDR-Meister Dirk Schäfer besiegt den mexikanischen Meister José Martinez beim Chemiepokal in Halle (18. März 1981)

Schäfer geriet in Konflikt mit dem Ministerium für Staatssicherheit (MfS) der DDR. Er habe eine kritische Haltung gegenüber der DDR-Führung gezeigt („provokatorisch und die gesellschaftliche Entwicklung in der DDR negierend“), sich mit „negativen und asozialen Personen“ umgeben und wiederholt an „Jazzkonzerten und Gesprächsrunden in kirchlichen Einrichtungen“ teilgenommen, so die Vorwürfe des MfS. Es wurde ein Maßnahmenplan im Sportbereich und Freizeitbereich aufgestellt und fünf oder mehr inoffizielle Mitarbeiter (IM) und weitere Spitzel auf ihn angesetzt. Darunter waren bekannte Persönlichkeiten aus seinem sportlichen Umfeld wie sein Trainer Fritz Sdunek (Deckname IMS „Frank“) und Richard Nowakowski (IMS „Anton“). Sdunek gab bei der Stasi in einem der Berichte an, dass Schäfer „idiotisch und überspitzt denken“ würde. Schäfer sagte in der Rückschau, dass er von Überwachung und geheimpolizeilichen Maßnahmen nichts mitbekommen habe. Seine Teilnahme an der WM 1982 in München wurde verhindert. Als er sich weigerte, verletzt im DDR-Trainingslager als Sparringspartner eingesetzt zu werden, wurde er 1982 aus seinem Klub verbannt, „in Unehren […] ausdelegiert“ und durfte nie wieder für die DDR boxen. Nach Einschätzung von Anne Drescher, Landesbeauftragte für Mecklenburg-Vorpommern für die Aufarbeitung der SED-Diktatur, sei Schäfer „kein Einzelfall“ gewesen, aber einer „mit bitterem Ausgang“.

## Nach dem Boxen
Im Jahr 1983 wurde er zur NVA eingezogen und während dieser Zeit wegen Befehlsverweigerung zu einer Haftstrafe verurteilt. Im Anschluss war er unter anderem als Bühnentechniker am Mecklenburgischen Staatstheater tätig.

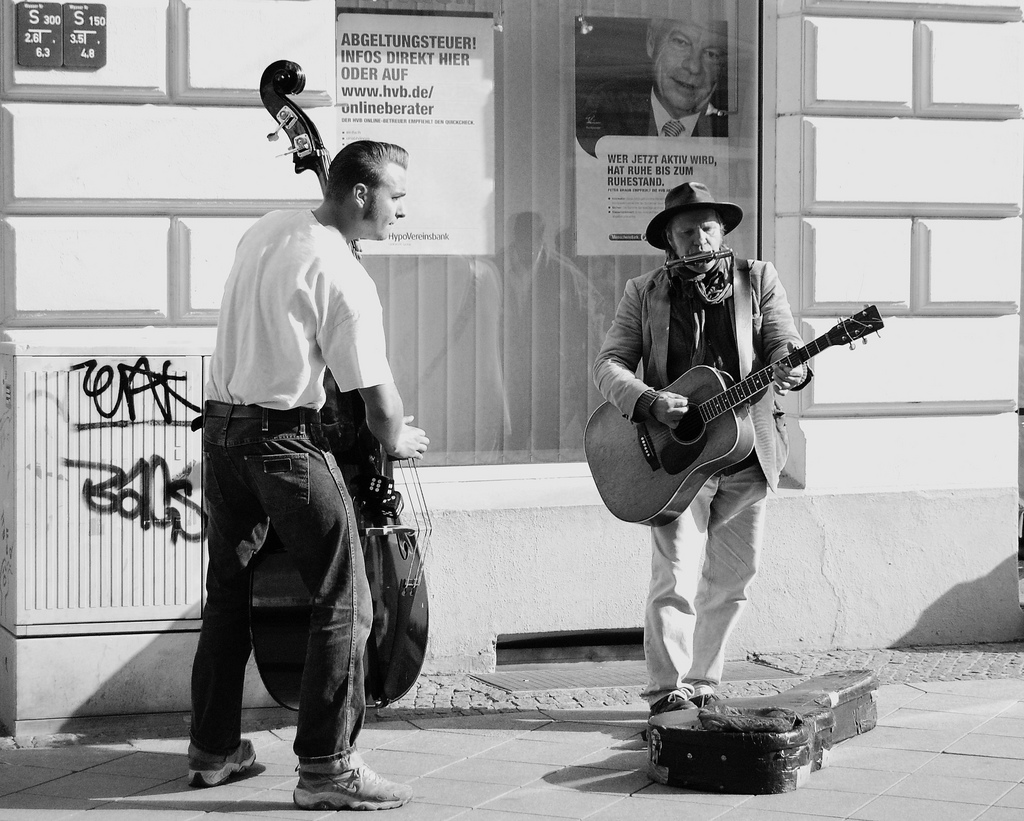
Dirk Schäfer mit Spielpartner Sebastian 2008 in Schwerin, beim Spielen eines Titels von Bob Dylan

Seit 1985 ist er Straßenmusiker und wurde eines der „bekanntesten Gesichter“ (Ostsee-Zeitung) der Landeshauptstadt Schwerin. Sein Schicksal wurde 2017 in der NDR-Dokumentation Der Blues des Boxers – Staatssicherheit im Sport thematisiert.
Schäfer ist verheiratet, hat Kinder aus einer früheren Ehe und mehrere Enkel. Er reist mit einem Wohnmobil, auf dessen Tür der folgende Schriftzug angebracht ist: „Siegen kann jeder.“